# De Poort van Nieuwegein (beeld)

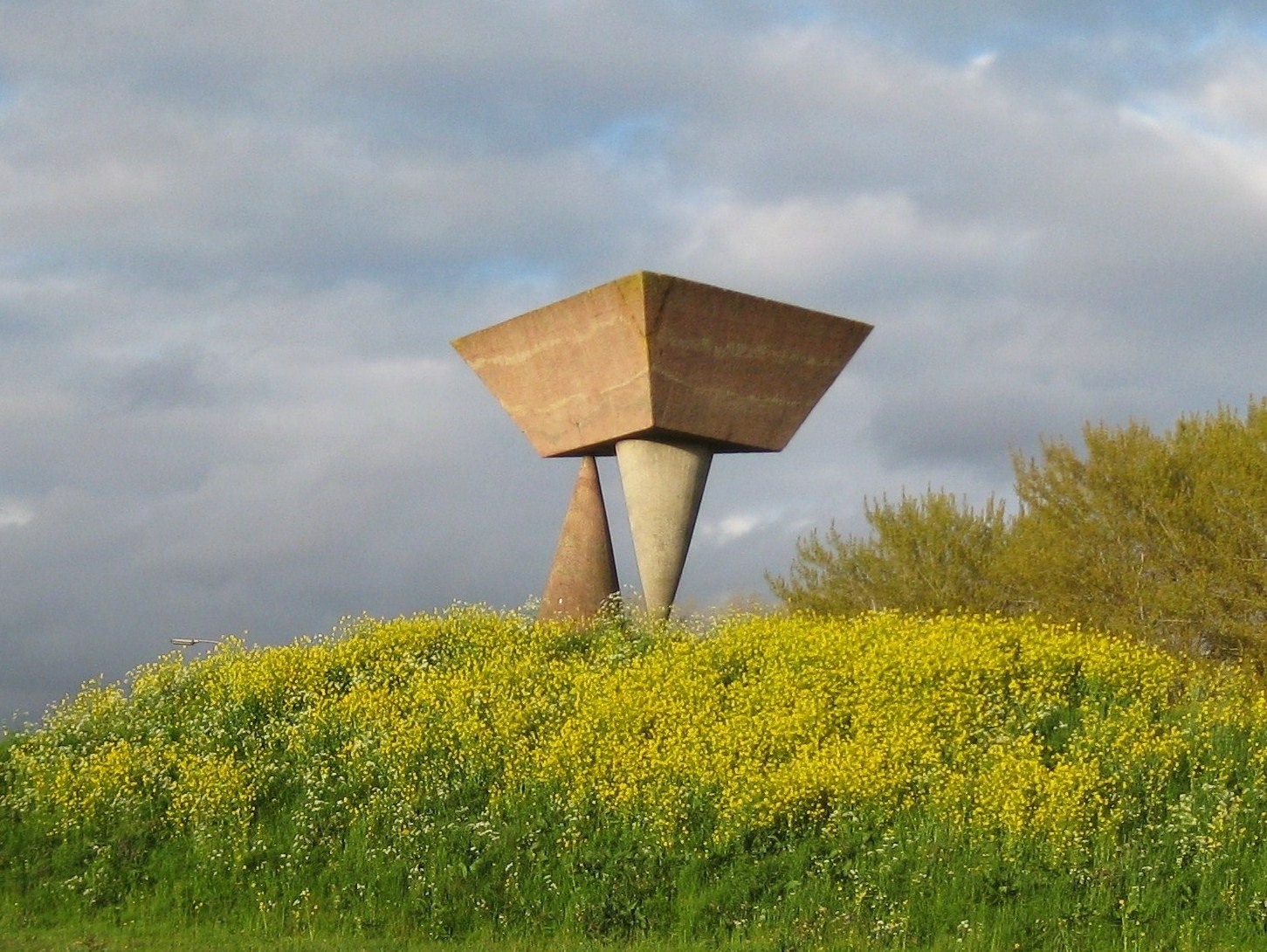
De Poort van Nieuwegein

De Poort van Nieuwegein (1994) is een beeld van Bas Maters langs de A2 bij de afslag Nieuwegein.
Het beeld is in opdracht van de gemeente Nieuwegein geplaatst aan de oostzijde van de A2 bij de Nieuwegeinse wijk Doorslag bij het gedeelte dat (de) Poort van Nieuwegein wordt genoemd.
De sokkel wordt gevormd door een driehoekig groen plateau van 6,5 meter hoog.
Hierop staat een roestbruin beeld van 5,5 meter hoog, uitgevoerd in beton. Het beeld bestaat uit twee kegels, waarvan er een op de punt balanceert; hierop rust een driehoekig bovenblok, zodat het beeld als "poort" kan worden gezien.

## Externe bron
- KunstinUtrecht.nl